# 백수스토리
"백수스토리"는 1997년에 개봉한 대한민국의 영화이다.

## 캐스팅
- 박중현 : 달호 역
- 정호경 : 지연 역
- 권용운 : 상혁 역
- 심민수 : 정아 역
- 한길 : 민수 역
- 양택조 : 대장 역
- 이인옥 : 엄마 역
- 봉두개 : 영화감독 역
- 백일만 : 외삼촌 역
- 장현성 : 준원 역
- 이준원 : 바텐더 역
- 차대근 : 대근 역
- 지설우 : 회사 역원
- 최성준 : 선보는 남자 역
- 김지아 : 마담 역
- 김유화 : 미시 역
- 오유빈 : 여배우 역